# Inspector Gadget: Advance Mission
Inspector Gadget: Advance Mission est un jeu vidéo de plates-formes développé par Magic Pockets, sorti en 2001 sur Game Boy Advance. Le jeu est en 2D pixel art. Le jeu est basé sur le dessin animé Inspecteur Gadget.

## Accueil
- Jeuxvideo.com : 14/20[1]